# En corps
Pour l’article ayant un titre homophone, voir Encore.
Pour plus de détails, voir Fiche technique et Distribution.
En corps est un film franco-belge co-écrit et réalisé par Cédric Klapisch, sorti en 2022.

## Synopsis
Élise est une talentueuse danseuse de ballet, âgée de 26 ans. Après une grave blessure à la cheville durant un spectacle, on lui apprend qu'elle ne pourra peut-être plus jamais exercer son art. Après le choc terrible, elle tente de se reconstruire. Elle fait plusieurs rencontres entre Paris et la Bretagne, notamment les membres d'une troupe de danse contemporaine, dirigée par Hofesh Shechter.

## Fiche technique
Sauf indication contraire, les informations mentionnées dans cette section peuvent être confirmées par la base de données cinématographiques IMDb,  présente dans la section « Liens externes ».
- Titre original : En corps
- Titre anglophone international : Rise
- Réalisation : Cédric Klapisch
- Scénario : Cédric Klapisch et Santiago Amigorena
- Musique : Hofesh Shechter et Thomas Bangalter
- Chorégraphie : Hofesh Shechter
- Direction artistique : Stephanie Laurent Delarue
- Décors : Marie Cheminal
- Costumes : Anne Schotte
- Photographie : Alexis Kavyrchine
- Son : Cyril Moisson, Nicolas Moreau et Cyril Holtz
- Montage : Anne-Sophie Bion
- Production : Cédric Klapisch et Bruno Levy
- Sociétés de production : Ce qui me meut ; coproduit par Studiocanal, France 2 Cinéma, Panache Productions, La Compagnie Cinématographique, Proximus, VOO et BE TV ; avec la participation de Canal+, Ciné+, France Télévisions, Tax shelter du gouvernement fédéral belge, Tax Shelter Movie Tax Invest, Investisseurs Tax Shelter et Groupe Maziers Gestion
- Société de distribution : Studiocanal (France)
- Budget : 7,78 millions d'euros[1]
- Pays de production :  France,  Belgique
- Langue originale : français
- Format : couleur — 1,85:1
- Genre : comédie dramatique
- Durée : 120 minutes
- Dates de sortie[2] :
  - France :  31 janvier 2022 (Paris Cinéma Club)[3] ; 30 mars 2022 (sortie nationale)
  - Belgique, Suisse romande : 30 mars 2022

## Distribution
- Marion Barbeau : Élise
- Hofesh Shechter : lui-même

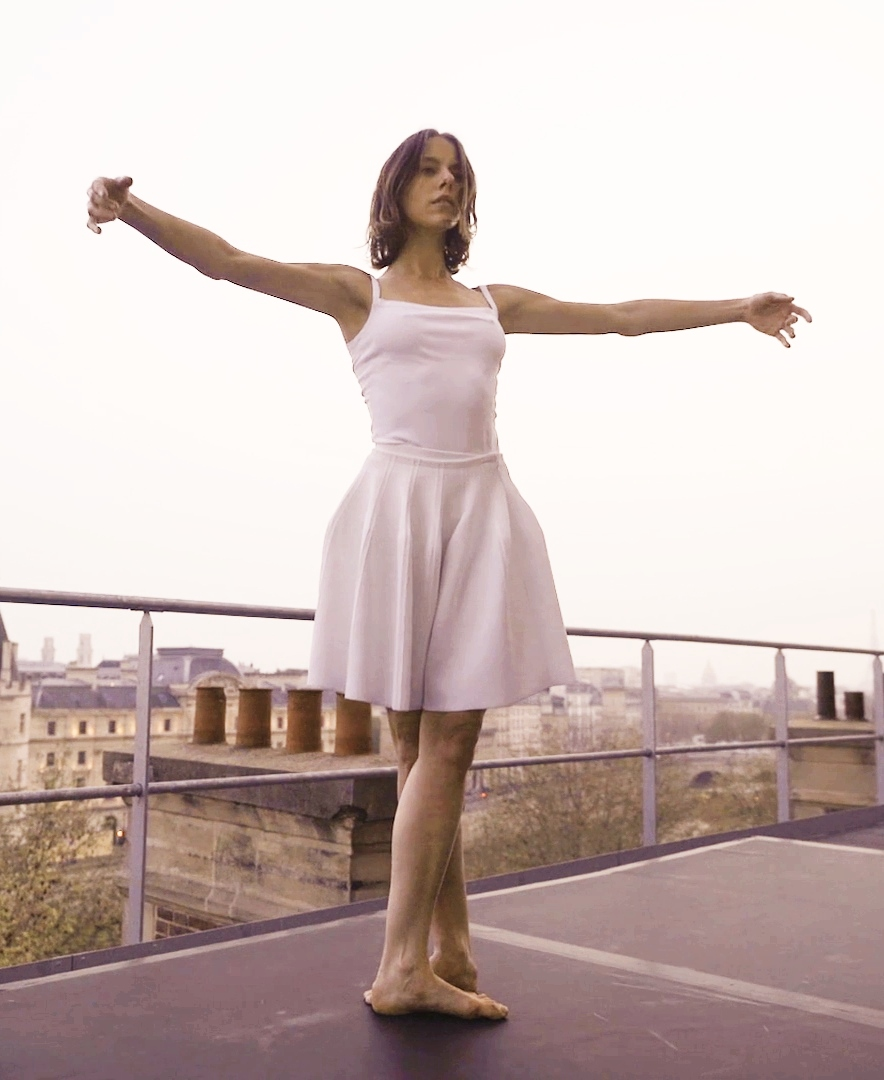
Marion Barbeau, première danseuse du ballet de l'Opéra de Paris, interprète Élise, le personnage central du film.

- Denis Podalydès : Henri, le père d'Élise
- Muriel Robin : Josiane, la patronne de la résidence pour artistes
- Pio Marmaï : Loïc, le cuisinier, compagnon de Sabrina
- François Civil : Yann, le kiné d'Élise
- Souheila Yacoub : Sabrina, la comédienne, compagne de Loïc
- Mehdi Baki : lui-même
- Alexia Giordano : Anaïs
- Marion Gautier de Charnacé : Adèle
- Robinson Cassarino : lui-même
- Marilou Aussilloux : Aria, la sœur d'Élise
- Mathilde Warnier : Mélodie, la sœur d'Élise
- Damien Chapelle : Julien
- Alain Guillo : Alban de Vouvray
- Olivier Broche : Amaury
- Louis Lancien : le pianiste
- Zinedine Soualem : l'administrateur
- Kevin Garnichat : Jean-Baptiste
- Germain Louvet : Jean-Philippe
- Stéphane Debac : le photographe de mode
- Jade Phan-Gia : Dr Tran
- Léo Walk : un danseur de la battle
- Lou Oysel : Élise à 6 ans
- Chloé Hoffmann : Élise à 12 ans
- Muriel Zusperreguy : la mère d'Élise
- Antoine Chappey : le médecin des urgences
- Cédric Klapisch : le régisseur du ballet (caméo non crédité)

## Production

### Attribution des rôles
Le rôle principal est tenu par Marion Barbeau, première danseuse du ballet de l'Opéra national de Paris. Il s'agit de son premier rôle au cinéma.

### Tournage
Le tournage débute le 21 décembre 2020 et dure neuf semaines. Il se déroule en partie à Paris, notamment au Centquatre-Paris, au théâtre du Châtelet ou encore dans la grande halle de la Villette. Les prises de vues se déroulent également en Bretagne, dans le Morbihan (Réminiac et presqu'île de Quiberon).

## Musique

### Bande originale
La musique composée par Hofesh Shechter reprend en partie celle qu'il avait composée pour son spectacle Political mother: The Choregrapher's Cut (2011), puisque c'est cette chorégraphie qui est également reprise dans le film,.
| 1.    | The Open             | 2:14 |
| 2.    | Chopping Water       | 2:33 |
| 3.    | Sunrise              | 2:50 |
| 4.    | Clubbing             | 2:18 |
| 5.    | Lo Levad             | 1:50 |
| 6.    | Moon Jam             | 3:54 |
| 7.    | That Night in Brazil | 1:36 |
| 8.    | Tapwan               | 3:35 |
| 9.    | Flashback            | 1:53 |
| 22:43 |                      |      |

### Titres additionnels
- Extraits de La Bayadère, ballet de Léon Minkus[13]
- Adoramus te (SV 280) extrait de la Selva morale e spirituale de Claudio Monteverdi[13]
- Extrait du Concerto brandebourgeois no 3 de Jean-Sébastien Bach
- Aria pour voix d’alto « Erbarme dich, mein Gott », extrait de la Passion selon saint Matthieu de Jean-Sébastien Bach
- Tea for Two, chanson
- Prélude no 6 en ré mineur, BWV 851, de Jean-Sébastien Bach (extrait du Clavier bien tempéré).
- Prélude no 13 pour piano de Chopin

## Accueil

### Accueil critique
En France, le site Allociné propose une moyenne de 3,4/5 à partir de l'interprétation de 32 critiques de presse.
Pour FranceInfo Culture, « le réalisateur signe un de ses meilleurs films, d'une beauté visuelle de chaque instant ». Pour Bande à part, « la force [du film] est de dire des choses essentielles sans esprit de sérieux, et de le faire avec un sens du partage, une énergie et une joie communicatives. Avec simplicité, en somme ». Le Journal du dimanche rejoint cet enthousiasme général en ces mots : « Cédric Klapisch signe son grand et beau retour en filmant les corps en mouvement avec une rare fluidité ». Marianne, sans doute plus pessimiste, craignait « que Klapisch ne verse dans les bons sentiments jeunistes, mais il parvient toujours à trouver le bon dosage ». Dans un registre plus ambivalent encore, on peut citer Libération : « La bonne surprise de ce long métrage choral néanmoins, c'est que les clichés, il en catapulte davantage qu'il n'en reprend ». Pour Écran Large, la comédie de Klapisch est « très simpliste » avec une émotion « minuscule ». Les Cahiers du Cinéma ne semblent pas conquis par le film, et l'illustrent en ces mots : « Malgré le degré de vérité apportée par la danseuse Marion Barbeau, le reste, des décors aux acteurs, est si lisse et pétri de lieux communs que le film ressemble à une vaste pub pour tout ce que le capitalisme sait actuellement le mieux vendre : injonction au bien-être, dépassement de soi, discipline de la résilience... »
En Suisse, Cineman émet une critique de 4 étoiles sur 5.

### Box-office
Lors de son premier jour d'exploitation au box-office français, le film En corps réalise 49 397 entrées, dont 14 092 en avant-première, pour 413 copies, soit plus que Le Monde d'hier (7 429), mais moins que Morbius (76 081). De fait, la comédie dramatique franco-belge est classée en cette première journée d'exploitation au rang 3 du box-office. Cette place est confirmée pour sa première semaine d'exploitation avec ses 332 971 entrées, derrière Morbius (403 848) et devant The Batman (168 390). La semaine suivante, le film cède sa place aux Bad Guys en réalisant 254 871 entrées, tout en restant devant Morbius et ses 172 725 entrées. Pour sa 3e semaine d'exploitation en France, En corps engrange 176 495 entrées devant Morbius (93 519) et derrière les Bad Guys (176 979), se positionnant à la 5e place. La semaine suivante, le film frôle la barre symbolique du million d'entrées en réalisant 209 798 tickets supplémentaires ; le film se positionne à la 7e place du box-office français derrière Les SEGPA (249 262) et devant Max & Emmy : Mission Pâques (69 213).
| Pays ou région | Box-office        | Date d'arrêt du box-office | Nombre de semaines |
| -------------- | ----------------- | -------------------------- | ------------------ |
| France         | 1 373 126 entrées | 6 septembre 2022           | 23                 |
| Total mondial  | 9 840 804 $       | -                          | -                  |

## Distinctions

### Nominations
- César 2023 :
  - Meilleur film
  - Meilleure réalisation
  - Meilleur scénario original
  - Meilleur acteur dans un second rôle pour François Civil
  - Meilleur acteur dans un second rôle pour Pio Marmaï
  - Meilleur espoir féminin pour Marion Barbeau
  - Meilleure photographie
  - Meilleur montage
  - Meilleur son
  - César des lycéens